# Lodołamacz

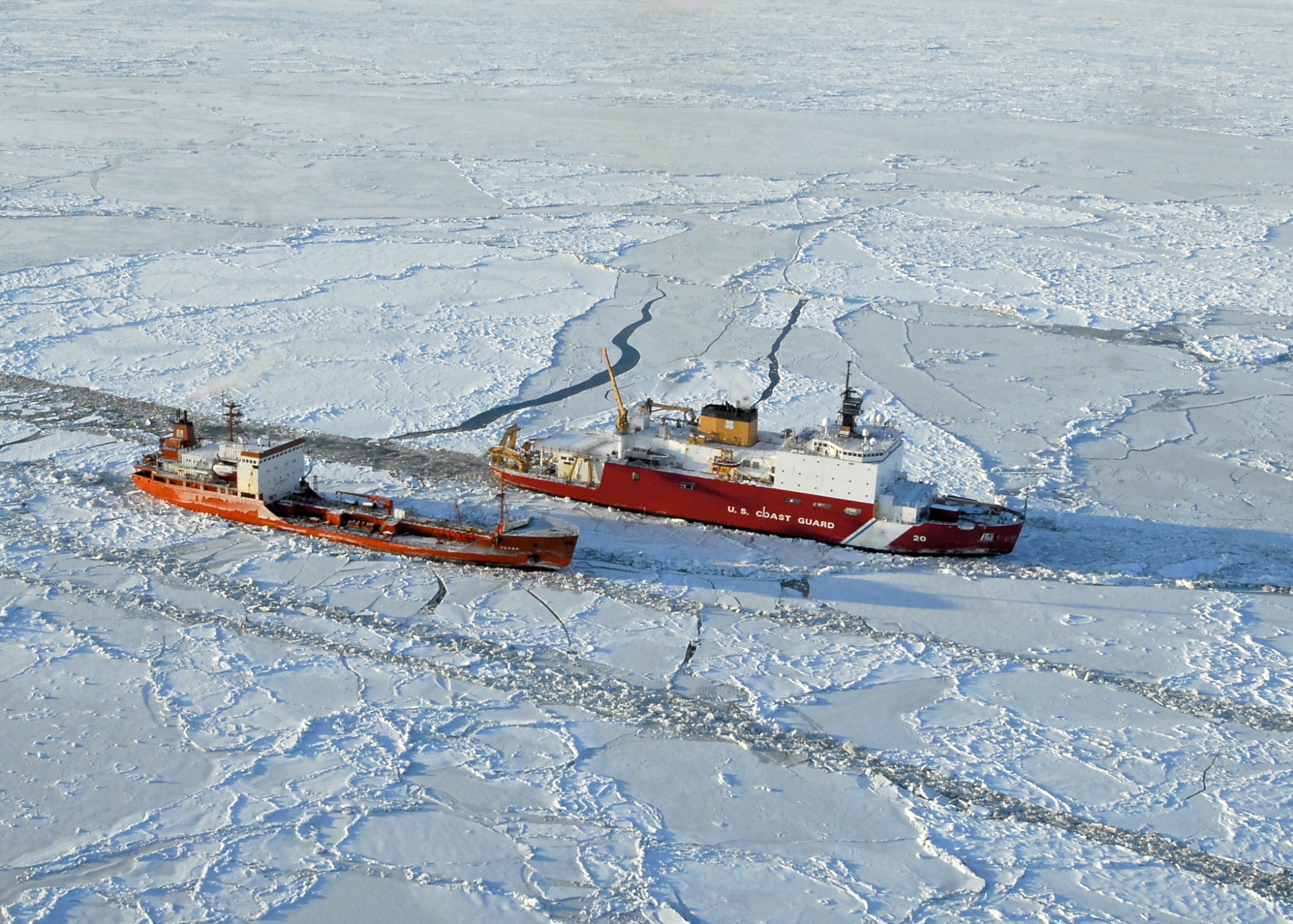
Lodołamacz torujący drogę wokół tankowca

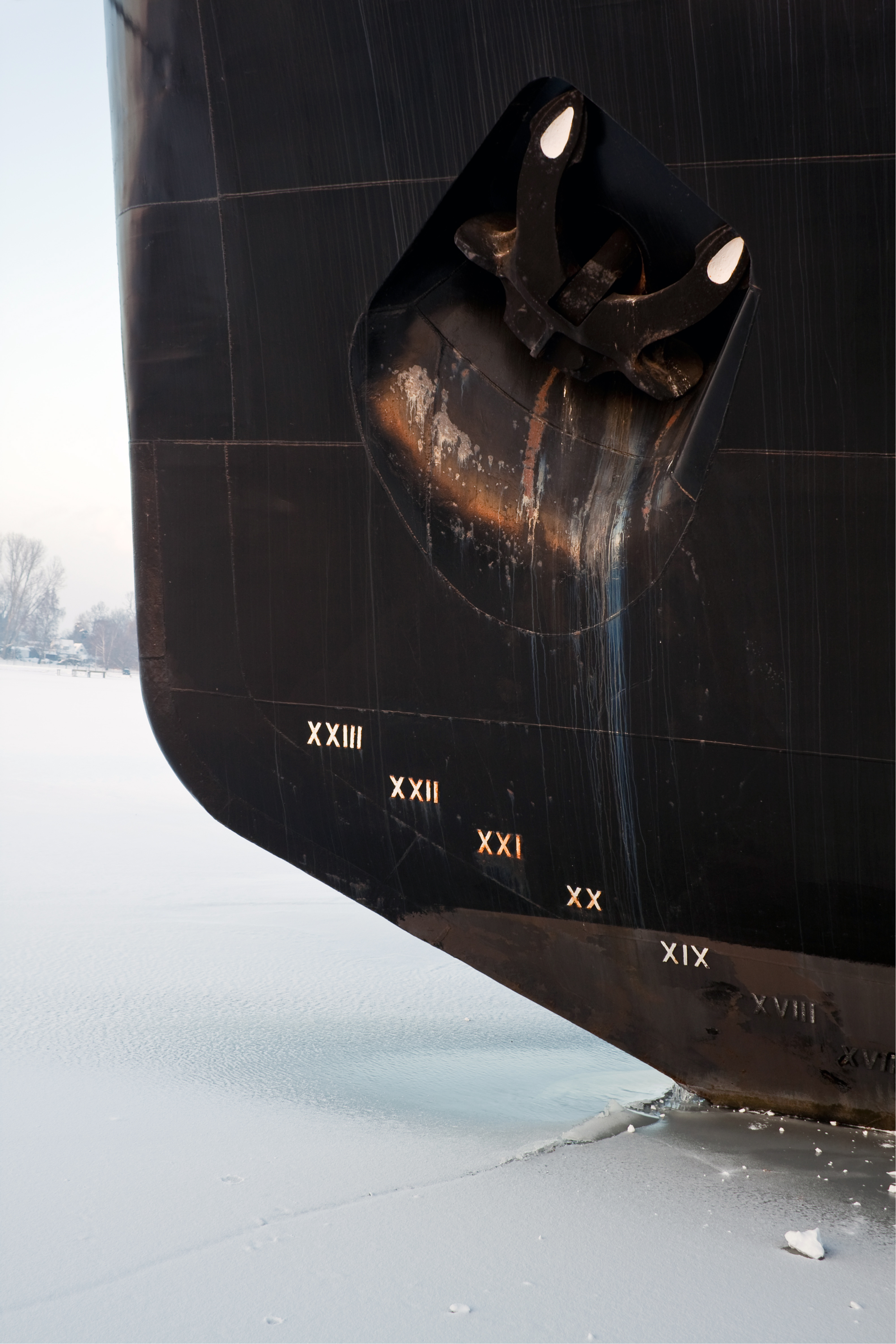
Charakterystyczny dziób lodołamacza

Lodołamacz, inaczej łamacz lodu – jednostka pływająca o specjalnej, wzmocnionej konstrukcji kadłuba umożliwiającej łamanie pokrywy lodowej (np. lodu morskiego). Lodołamacze używane są na zamarzających wodach żeglownych, aby umożliwić w ten sposób żeglugę w okresie zimowym.

## Charakterystyka
Lodołamacze od zwykłych statków odróżnia budowa pozwalająca na bezpośredni kontakt z lodem, który w innym przypadku mógłby doprowadzić do uszkodzeń grożących nawet zatopieniem. Oprócz specjalnie zaprojektowanego, wzmocnionego kadłuba do pracy przy lodzie, jednostki te wyróżnia duża masa, silniki dużej mocy (także napęd jądrowy) oraz odpowiednio wyprofilowany kształt dziobu. Te czynniki nadają lodołamaczom impet, dzięki któremu jednostka może przebić się przez warstwę lodu, która, w zależności od kształtu kadłuba, jest spychana pod kadłub, kruszona lub rozsuwana na boki.
Największe lodołamacze mogą przejść przez lód o grubości kilku metrów.
W zależności od zwartości lodu, kanałem przebitym przez lodołamacz może przejść grupa statków (konwój), jeden statek idący samodzielnie lub holowany przez lodołamacz (niektóre lodołamacze mają w tym celu specjalnie ukształtowaną rufę, pozwalającą na dociśnięcie dziobu statku do rufy lodołamacza). W najcięższych warunkach (wyprawy arktyczne) lodołamacz jest jedynym statkiem ekspedycji, dostarczając ładunki i prowadząc badania.

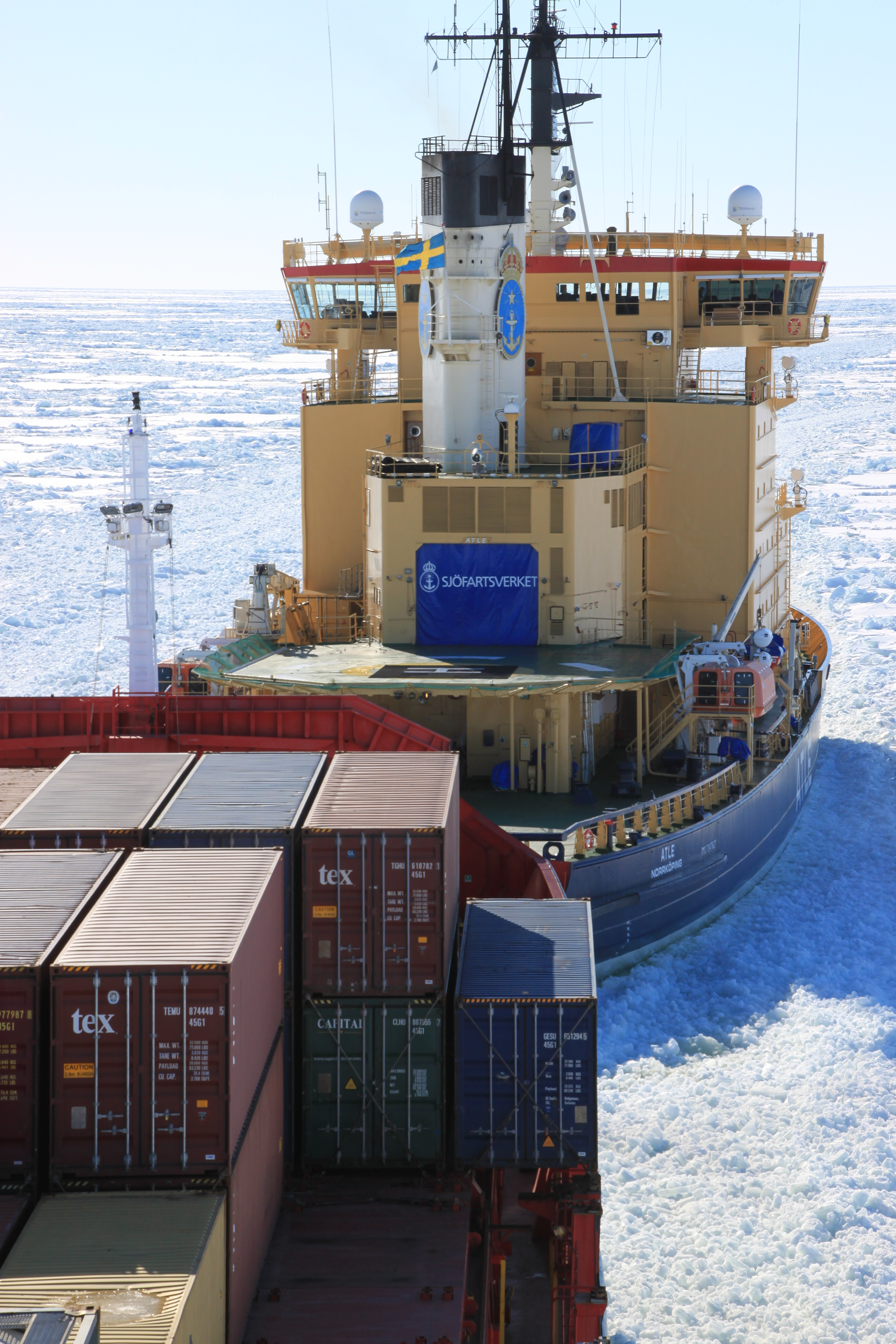
Kontenerowiec prowadzony przez lodołamacz

Charakterystyka statków wzmocnionych na lód (ang. ice-strengthened ship)
- Podwójny kadłub z przestrzenią między kadłubem zewnętrznym i wewnętrznym. Przestrzeń między kadłubami może być wypełniona balastem lub powietrzem. Przy uszkodzeniu zewnętrznego kadłuba kadłub wewnętrzny powinien pozostać nienaruszony i utrzymać statek na wodzie
- Płaski kształt kadłuba z zaokrąglonym dziobem. Kształt ten ma umożliwiać wślizgnięcie się kadłuba statku na lód tak, aby masa statku mogła ten lód skruszyć
- Specjalna farba do kadłuba odpowiednio wytrzymała i zapewniająca mały opór w kontakcie z lodem
- Specjalnie zaprojektowany układ chłodzenia silników tak, aby pobór wody do chłodzenia nie mógł zostać zablokowany przez lód
- Brak stabilizatorów oraz innych części wystających poza obręb kadłuba w celu wyeliminowania możliwości zahaczenia o lód
- Pokładowy śmigłowiec przydatny do prac badawczych oraz do wyszukiwania najkrótszej drogi do niezamarzniętych obszarów
- Ster i śruba okrętowa schowane za kadłubem tak, aby lód przesuwający się do tyłu ich nie uszkodził
- Wzmocniony pas lodowy na wysokości 1 metra ponad i poniżej linii wody – jest to miejsce, gdzie kadłub jest wzmocniony poprzez grubszą stal i dodatkowe wręgi. Wzmocniony statek ma około 2 razy więcej wręg niż porównywalny zwykły statek
- Duża siła napędowa w przód i w tył umożliwiająca manewrowanie w gęstym lodzie.

Charakterystyka lodołamaczy (ang. icebreaker)
Lodołamacze mają wszystkie cechy statków wzmocnionych na lód i swoje własne dodatkowe cechy:
- Zwiększoną masę, aby łatwiej kruszyć lód własnym ciężarem, gdy ich silniki wpychają statek na lód
- Bardzo łagodnie wznosząca się pochyłość dzioba (szczególnie na linii wodnej) ułatwiająca wślizgnięcie się kadłuba na lód zanim ciężar statku zacznie łamać lód
- Kadłub wykonany ze specjalnej stali uzyskującej największą wytrzymałość w niskich temperaturach
- „Stożek lodowy” chroniący ster i śrubę w ruchu wstecznym oraz „nóż lodowy” chroniący je przy ruchu na wprost
- Elektryczne silniki napędzające śruby. Dają one możliwość przyłożenia dużego momentu obrotowego nawet przy małych obrotach. Dzięki temu uderzenie w lód przy małych obrotach nie zatrzyma silnika głównego
- Silnie wzmocnione śruby z wymiennymi łopatami z możliwością wymiany łopat na morzu
- Silniki dużej mocy: typu Diesel, turbinowe lub z napędem jądrowym
- Systemy wytwarzania bąbli powietrza wokół kadłuba wspomagające łamanie i przesuwanie lodu
- Strumienie gorącej wody pod linią wodną wspomagające kruszenie lodu
- Możliwość szybkiego przepompowania dużej masy wody między zbiornikami balastowymi w celu rozbujania statku na boki
- Kadłub podzielony na komory, zabezpieczające przed zatonięciem statku w przypadku uszkodzenia kadłuba zewnętrznego
- Silne reflektory (szperacze) używane w nocy w warunkach nocy polarnej.

## Inne
- Pierwszym lodołamaczem, który dotarł na biegun północny był radziecki lodołamacz o napędzie jądrowym NS Arktika 17 sierpnia 1977.
- Po 1990 roku często w celu podreperowania finansów, rosyjskie lodołamacze atomowe urządzają wycieczki z szampanem na biegun północny dla bogatych turystów.